# Dives (rivier)
De Dives is een rivier in Normandië, Frankrijk. Hij ontspringt in het Ornedepartement, doorkruist heel het departement Calvados, en mondt uit in Het Kanaal tussen Cabourg en Houlgate.

## Geschiedenis
Vanaf de monding van de Dives vertrok, begin september 1066, hertog Willem de Veroveraar met zijn invasievloot naar Engeland. Dat was zijn bedoeling althans, want door tegenwind en herfststormen op Het Kanaal, werd hij naar de kust bij de Somme geblazen. Op 27 september kon hij toch de overtocht wagen.
- Gemeinsame Normdatei: 4320975-0
- Virtual International Authority File: 235187088